# Gruimorphae
Gruimorphae é um clado de aves que contém as ordens Charadriiformes (Gaivotas,alcas e afins) e Gruiformes (Grous e Rails) identificadas por análise molecular. Este agrupamento teve sustentação histórica, pois várias famílias de caradriiformes como as famílias Pedionomidae e Turnicidae foram classificadas como gruiformes . Também pode ter suporte do registro fóssil desde a descoberta de Nahmavis do início do Eoceno da América do Norte.
A relação entre essas aves se deve a características anatômicas e comportamentais semelhantes. Um estudo morfológico foi mais longe ao sugerir que os gruiformes podem ser parafiléticos em relação às aves limícolas, estando os trilhos intimamente relacionados com as codornizes.